# Pahuvere
Pahuvere är en ort i Estland. Den ligger i Tarvastu kommun och landskapet Viljandimaa, i den södra delen av landet, 150 km söder om huvudstaden Tallinn. Pahuvere ligger 127 meter över havet och antalet invånare är 131.
Terrängen runt Pahuvere är huvudsakligen platt. Pahuvere ligger uppe på en höjd. Runt Pahuvere är det glesbefolkat, med 10 invånare per kvadratkilometer. Närmaste större samhälle är Karksi-Nuia, 12,1 km sydväst om Pahuvere. I omgivningarna runt Pahuvere växer i huvudsak blandskog.